# Dánská vlajka

Dánská národní vlajka Dannebrog
Poměr stran: 28:37

Dánská státní a válečná vlajka Splitflag
Poměr stran: 56:107

Dánská námořní válečná vlajka Orlogsflag
Poměr stran: 7:17

Vlajka Dánska, známa jako Dannebrog, je tvořena červeným listem o poměru stran 28:37 s bílým skandinávským křížem sahajícím až ke krajům.
Skandinávský kříž se objevuje i na vlajkách všech dalších severských zemí: švédské, finské, norské a islandské. Během období Dánska-Norska byla tato vlajka používána i jako vlajka Norska, které přijalo svou dnešní vlajku až v roce 1821. Dánská vlajka patří k nejstarším na světě – používala se již v roce 1219 a je nejstarší státní vlajkou, stále používanou nezávislým státem.

Rozměry dánské vlajky
Dánská královská vlajka Poměr stran: 56:107

## Historie dánské vlajky
Legenda o prvním objevení se dánské vlajky je mezi Dány velice populární. Podle ní dánská vlajka spadla z nebe 15. června 1219 při bitvě u Lyndanisse v dnešním Estonsku ve chvíli, kdy dánská vojska krále Waldemara II. prohrávala. Biskup Andrei se obrátil o pomoc k Bohu, který mu seslal právě tento rudý prapor s bílým křížem. Armáda posilněná podporou z míst nejvyšších bitvu dokázala vyhrát, a proto si tento prapor nechala jako svůj symbol. Většina historických dokumentů tuto legendu potvrzují. Je tím nejstarší vlajkou světa.

## Další vlajky
Splitflag a Orlogsflag mají stejnou specifikaci, ale právně to jsou dvě odlišné vlajky. 
Splitflag je tvořena obdélníkovým listem zakončeným dvěma prameny, barva červeného pozadí má stejný odstín jako červená barva na Dannebrog. Tato vlajka je užívána na pevnině. Orlogsflag má stejný tvar jako Splitflag, ale barva pozadí je tmavší než na Dannebrog. Tato vlajka je užívána pouze na moři.

Vlajka Kalmarské unie (1430–1523) Poměr stran: 28:37
Vlajka Dánsko-Norské unie

## Vlajky dánských regionů
Dánsko se od 1. ledna 2007 člení na pět regionů. Regiony nesmí mít své znaky, užívají pouze loga a vlajky s logem (nebo jeho částí) včetně názvu regionu.

Nordjylland (Severní Jutsko) Poměr stran: 2:3
Midtjylland (Střední Jutsko) Poměr stran: 2:3
Syddanmark (Jižní Dánsko) Poměr stran: 2:3
Sjælland (rozdíl oproti zdroji, bez názvu regionu) Poměr stran: 2:3
Hovedstaden (Hlavní oblast, drobné barevné rozdíly oproti zdroji) Poměr stran: 2:3